# Branislav Nušić
Branislav Nušić (en serbio cirílico Бранислав Нушић, n. el 20 de octubre de 1864 — f. el 19 de enero de 1938) fue un novelista, dramaturgo y ensayista serbio. También fue periodista y funcionario.
Nació en Belgrado, donde fue bautizado como Alkibijad Nuša, en una familia valaca. A los 18 años cambió su nombre por Branislav Nušić. También adoptó el nom de plume de Ben Akiba. Realizó sus estudios superiores en la Facultad de 
Derecho de la Universidad de Belgrado.
Branislav Nušić fue un autor prolífico, conocido por su humor.

## Obras
Comedias
- Госпођа Министарка - Gospođa Ministarka (La esposa del ministro del concejo).
- Народни Посланик - Narodni Poslanik (El parlamentario).
- Ожалошћена Породица - Ožalošćena Porodica (La familia en duelo).
- Покојник - Pokojnik (El difunto).
- Сумњиво лице - Sumnjivo lice (El sospechoso).
- Dr.
- Пут око света - Put oko sveta (Viaje alrededor del mundo).
- Мистер Долар - Mister Dolar.

Novelas
- Аутобиографија - Autobiografija (Autobiografía).
- Општинско дете - Opštinsko Dete (El niño del condado).
- Хајдуци - Hajduci (Los reldes).

Otros
- Реторика - Retorika (Retórica).
- Рамазанске вечери - Ramazanske večeri (Noches de Ramadán)

- Datos: Q315136
- Multimedia: Branislav Nušić / Q315136